# Hnat Domenichelli
Hnat A. Domenichelli (* 16. Februar 1976 in Edmonton, Alberta) ist ein ehemaliger schweizerisch-kanadischer Eishockeyspieler und derzeitiger -funktionär italienischer Abstammung, der im Verlauf seiner aktiven Karriere zwischen 1992 und 2014 unter anderem 267 Spiele für die Hartford Whalers, Calgary Flames, Atlanta Thrashers und Minnesota Wild in der National Hockey League (NHL) auf der Position des Centers bestritten hat. Darüber hinaus absolvierte Domenichelli über 500 weitere Partien – hauptsächlich für den HC Ambrì-Piotta und HC Lugano – in der Schweizer National League A (NLA). Von Sommer 2019 bis Januar 2025 war er als Sportdirektor beim HC Lugano tätig.

## Karriere
Hnat Domenichelli wurde beim NHL Entry Draft 1994 von den Hartford Whalers aus der National Hockey League (NHL) in der vierten Runde an 83. Stelle ausgewählt. Nachdem er für vier Jahre in der Western Hockey League (WHL) bei den Kamloops Blazers gespielt hatte und zweimal das Double bestehend aus dem President’s Cup der WHL und Memorial Cup der Canadian Hockey League, gab Domenichelli in der Saison 1996/97 sein Profidebüt beim Farmteam der Whalers, den Springfield Falcons, in der American Hockey League (AHL). Außerdem absolvierte er in dieser Saison 13 Spiele für die Whalers in der NHL, bevor er gemeinsam mit Glen Featherstone sowie einem Zweit-Wahlrecht im NHL Entry Draft 1997 und Drittrunden-Wahlrecht im NHL Entry Draft 1998 zu den Calgary Flames transferiert wurde. Im Gegenzug wechselten Steve Chiasson und ein Drittrunden-Wahlrecht im Draft von 1997 nach Hartford.
In vier Spielzeiten für die Flames betrat er in insgesamt 96 Spielen das Eis in der NHL, wechselte aber während der Saison 1999/2000 zusammen mit Dmitri Wlassenkow im Tausch gegen Jason Botterill und Darryl Shannon zu den Atlanta Thrashers. Seine erfolgreichste NHL-Spielzeit folgte ein Jahr später. In 63 Spielen für Atlanta erzielte er 15 Tore und 12 Assists. Doch schon während der folgenden Spielzeit wurde er im Tausch für Andy Sutton an die Minnesota Wild abgegeben, spielte aber weiterhin in der NHL. Zu Beginn der Saison 2002/03 schaffte es der Kanadier nicht in den Kader der Wild, sondern wurde in deren Farmteam, den Houston Aeros, eingesetzt. Die Houston Aeros gewannen den Calder Cup, großen Anteil daran hatte das Duo Domenichelli (63 Scorerpunkte) und Jean-Guy Trudel (85 Scorerpunkte).
Nach dem Gewinn der AHL-Trophäe verließ er die Organisation der Wild und unterschrieb einen Vertrag beim HC Ambrì-Piotta aus der Schweizer Nationalliga A (NLA), bei dem er bis zur Saison 2007/08 spielte. In der Spielzeit 2005/06 war er mit 35 Toren bester Torschütze der NLA. Zum Spieljahr 2008/09 wechselte er innerhalb der Schweiz zum HC Lugano, wo er weitere fünf Jahre aktiv war. Kurz nach dem Beginn der Saison 2013/14 wechselte der inzwischen eingebürgerte Domenichelli zum SC Bern. Dort beendete der 38-Jährige seine aktive Karriere im Frühjahr 2014.
Vor der Saison 2019/20 wurde Domenichelli als Sportdirektor seines Ex-Klubs HC Lugano vorgestellt. Im Saisonverlauf betreute er die Mannschaft für eine Partie als Interimstrainer. Im Januar 2025 wurde er nach äusserst schwachen sportlichen Leistungen des Teams – Lugano belegte den zweitletzten Platz in der National League – bei den Tessinern entlassen, gemeinsam mit Cheftrainer Luca Gianinazzi und dessen Assistenten.

### International
Mit der kanadischen Nationalmannschaft nahm Domenichelli an der Junioren-Weltmeisterschaft 1996 teil, bei der er mit dem Team die Goldmedaille gewann. Bei den Olympischen Winterspielen 2010 war er Teil des Schweizer Kaders, der im Viertelfinal gegen die Vereinigten Staaten ausschied.

## Erfolge und Auszeichnungen
| - 1994 President’s-Cup-Gewinn mit den Kamloops Blazers - 1994 Memorial-Cup-Gewinn mit den Kamloops Blazers - 1995 President’s-Cup-Gewinn mit den Kamloops Blazers - 1995 WHL West Second All-Star Team - 1995 Memorial-Cup-Gewinn mit den Kamloops Blazers - 1996 Brad Hornung Trophy - 1996 WHL West First All-Star Team - 1996 CHL Sportsman of the Year | - 1996 CHL First All-Star Team - 1997 Teilnahme am AHL All-Star Classic - 1998 Teilnahme am AHL All-Star Classic - 2003 Calder-Cup-Gewinn mit den Houston Aeros - 2003 Spengler-Cup-Gewinn mit dem Team Canada - 2005 Meister der Nationalliga B und Aufstieg in die Nationalliga A mit dem EHC Basel - 2006 Bester Torschütze der NLA-Hauptrunde |

### International
- 1996 Goldmedaille bei der Junioren-Weltmeisterschaft

## Karrierestatistik

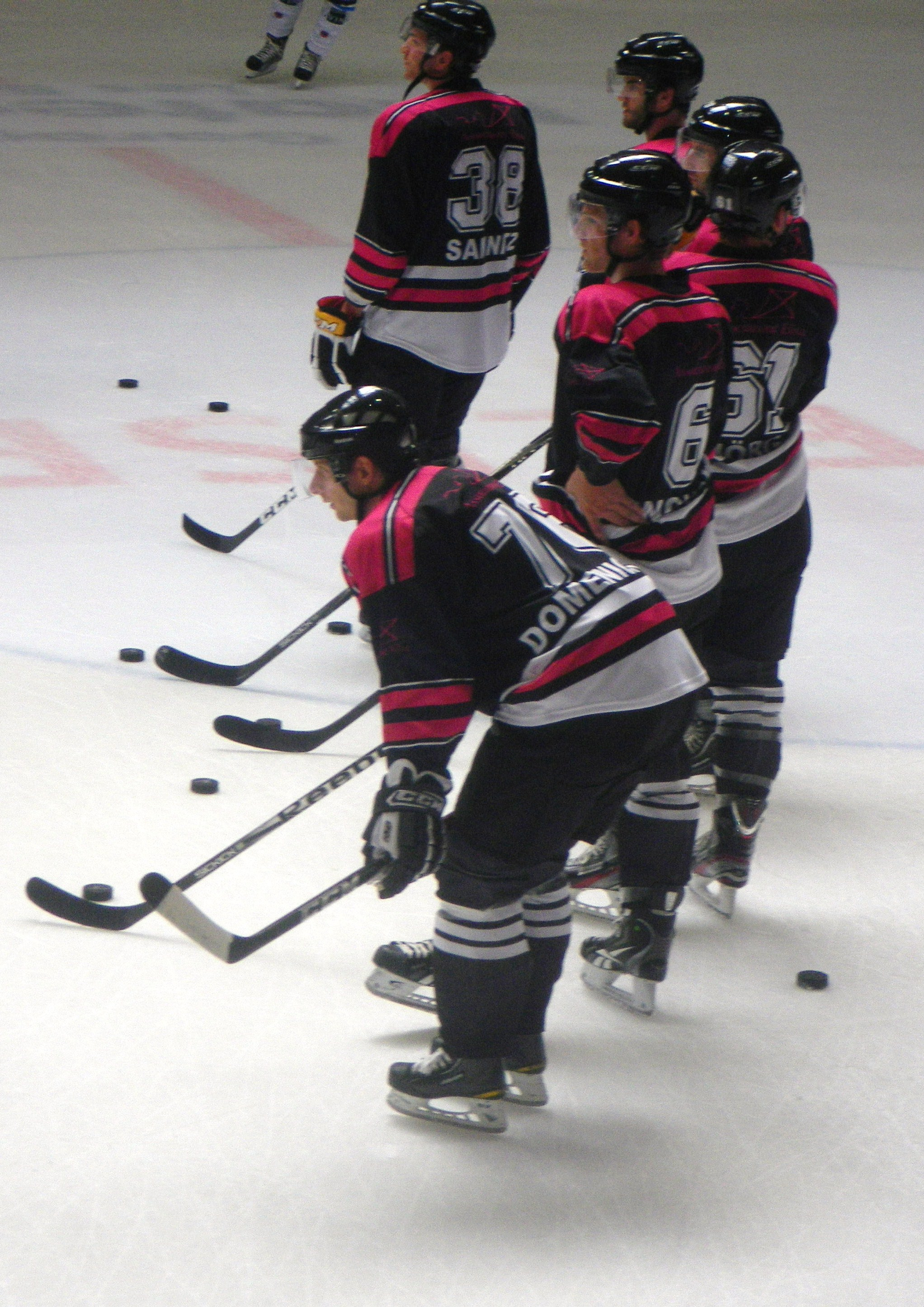
Domenichelli (vorne) im Trikot des HC Lugano (2011)

### International
| Vertrat Kanada bei: - Junioren-Weltmeisterschaft 1996 | Vertrat die Schweiz bei: - Olympischen Winterspielen 2010 |

(Legende zur Spielerstatistik: Sp oder GP = absolvierte Spiele; T oder G = erzielte Tore; V oder A = erzielte Assists; Pkt oder Pts = erzielte Scorerpunkte; SM oder PIM = erhaltene Strafminuten; +/− = Plus/Minus-Bilanz; PP = erzielte Überzahltore; SH = erzielte Unterzahltore; GW = erzielte Siegtore; 1 Play-downs/Relegation; Kursiv: Statistik nicht vollständig)